# Arthur Murray Swing Fox Trots
Arthur Murray Swing Fox Trots è un album a nome di Ray Anthony and His Orchestra, pubblicato dalla Capitol Records nel 1955.
Il disco fu ripubblicato in seguito (la data esatta è sconosciuta) dalla Capitol Records (codice T-546, rarissimo) e anche negli anni ottanta (codice EMS 1247), a quest'ultimo si riferisce l'ordine numerico delle tracce.

## Tracce
Lato A
1. Poor Butterfly – 3:05 (Raymond Hubbell, John L. Golden) – Registrato il 17 agosto 1954 a New York City, New York
2. I Can't Believe That You're in Love with Me – 2:52 (Clarence Gaskill, Jimmy McHugh) – Registrato il 17 agosto 1954 a New York City, New York
3. You Stepped Out of a Dream – 2:58 (Nacio Herb Brown, Gus Kahn) – Registrato il 20 agosto 1954 a New York City, New York
4. The Gang That Sang "Heart of My Heart" – 2:57 (Ben Ryan) – Registrato il 20 agosto 1954 a New York City, New York

Durata totale: 11:52
Lato B
1. You're the Cream in My Coffee – 2:44 (Buddy De Sylva, Lew Brown, Ray Henderson) – Registrato il 17 agosto 1954 a New York City, New York
2. A Foggy Day – 2:35 (George Gershwin, Ira Gershwin) – Registrato il 17 agosto 1954 a New York City, New York
3. This Year's Kisses – 2:42 (Irving Berlin) – Registrato il 20 agosto 1954 a New York City, New York
4. Love Walked In – 2:39 (George Gershwin, Ira Gershwin) – Registrato il 20 agosto 1954 a New York City, New York

Durata totale: 10:40
LP pubblicato dalla Capitol Records (T-546/EMS 1247)
Lato A
1. Poor Butterfly – 3:05 (Raymond Hubbell, John L. Golden) – Registrato il 17 agosto 1954 a New York City, New York
2. A Foggy Day – 2:35 (George Gershwin, Ira Gershwin) – Registrato il 17 agosto 1954 a New York City, New York
3. On the Sunny Side of the Street – 3:48 (Dorothy Fields, Jimmy McHugh) – Registrato il 7 febbraio 1955 al Capitol Studios di Hollywood, California
4. This Year's Kisses – 2:42 (Irving Berlin) – Registrato il 20 agosto 1954 a New York City, New York
5. I Can't Believe That You're in Love with Me – 2:52 (Clarence Gaskill, Jimmy McHugh) – Registrato il 17 agosto 1954 a New York City, New York
6. Can't Get Out of This Mood – 2:03 (Frank Loesser, Jimmy McHugh) – Registrato il 7 febbraio 1955 al Capitol Studios di Hollywood, California

Durata totale: 17:05
Lato B
1. You Stepped Out of a Dream – 2:58 (Nacio Herb Brown, Gus Kahn) – Registrato il 20 agosto 1954 a New York City, New York
2. You're the Cream in My Coffee – 2:44 (Buddy De Sylva, Lew Brown, Ray Henderson) – Registrato il 17 agosto 1954 a New York City, New York
3. I've Never Been in Love Before – 2:50 (Frank Loesser) – Registrato il 7 febbraio 1955 al Capitol Studios di Hollywood, California
4. The Gang That Sang "Heart of My Heart" – 2:57 (Ben Ryan) – Registrato il 20 agosto 1954 a New York City, New York
5. Let's Get Lost – 2:55 (Frank Loesser) – Registrato il 7 febbraio 1955 al "Capitol Studios" di Hollywood, California
6. Love Walked In – 2:39 (George Gershwin, Ira Gershwin) – Registrato il 20 agosto 1954 a New York City, New York

Durata totale: 17:03

## Musicisti
Poor Butterfly, I Can't Believe That You're in Love with Me, You're the Cream in My Coffee, A Foggy Day, You Stepped Out of a Dream, The Gang That Sang Heart of My Heart , This Year's Kisses e Love Walked In
- Ray Anthony - tromba
- Don Eisman - tromba
- Jack Laubach - tromba
- Rudy Scaffidi - tromba
- Ray Triscari - tromba
- Sy Berger - trombone
- Vince Forrest - trombone
- Dick Reynolds - trombone
- Ken Schrudder - trombone
- Earl Bergman - sassofono alto, clarinetto
- Jim Schneider - sassofono alto, clarinetto
- Jimmy Nuzzo - sassofono tenore
- Bill Slapin - sassofono tenore
- Leo Anthony - sassofono baritono
- Eddy Ryan - pianoforte
- George Barnes - chitarra
- Don Simpson - contrabbasso
- Mel Lewis - batteria
- Sconosciuto - arrangiamenti

On the Sunny Side of the Street, Can't Get Out of This Mood, I've Never Been in Love Before e Let's Get Lost
- Ray Anthony - tromba
- John Best - tromba
- Conrad Gozzo - tromba
- Mannie Klein - tromba
- Uan Rasey - tromba
- Murray McEarchern - trombone
- Gus Bivona - sassofono alto, clarinetto
- Ted Nash - sassofono tenore
- Leo Anthony - sassofono baritono
- Paul Smith - pianoforte
- Al Hendrickson - chitarra
- Don Simpson - contrabbasso
- Alvin Stoller - batteria